# Zeittafel zur Geschichte der Täufer
Die Zeittafel zur Geschichte der Täufer gibt eine Übersicht über die vielfältigen Ereignisse in den Jahren nach der Entstehung der Täuferbewegung 1523. Quellen der hier gelisteten Ereignisse sind:
- das Geschichtbuch der Hutterischen Brüder; Kürzel: GHB.
- Heinold Fast: Der linke Flügel der Reformation; Kürzel: LFR

| Jahr | Ort / Region                                                                 | Ereignis | Quelle  |
| ---- | ---------------------------------------------------------------------------- | --- | ------- |
| 1523 | Zürich                                                                       | Auf der Zweiten Zürcher Disputation kommt es zum offenen Bruch zwischen Zwingli und seinen radikalen Anhängern – unter ihnen: Konrad Grebel und Felix Manz. |         |
| 1525 | Zürich                                                                       | Erste Gläubigentaufe; Gründung der Zürcher Täufergemeinde | GHB, 34 |
| 1525 | Waldshut                                                                     | Balthasar Hubmaier wirkt in Waldshut und gründet dort eine Täufergemeinde. |         |
| 1526 | Zürich                                                                       | Der Rat der Stadt Zürich erlässt ein Gesetz, das den Täufern die Todesstrafe androht. | GHB 34  |
| 1526 | St. Gallen                                                                   | In St. Gallen kommt es zwischen zwinglischen Prädikanten und Täufern zu einer Disputation über die Taufe. |         |
| 1526 | Augsburg                                                                     | Hans Hut wird in Augsburg von Hans Denck getauft. |         |
| 1526 | Graubünden                                                                   | Konrad Grebel stirbt in Graubünden an der Pest. |         |
| 1526 | Nikolsburg                                                                   | Balthasar Hubmaier wirkt für eine Täuferreformation in Nikolsburg. |         |
| 1527 | Zürich                                                                       | Felix Manz wird in der Limmat bei Zürich ertränkt. | GHB 35  |
| 1527 | Schleitheim                                                                  | In Schleitheim findet eine Täufersynode statt, die sogenannte Brüderlich Vereynigung. Die unter entscheidender Mitwirkung Michael Sattlers entstandenen Schleitheimer Artikel werden herausgegeben. | GHB 40  |
| 1527 | Rottenburg                                                                   | Michael Sattler wird in Rottenburg verbrannt. |         |
| 1527 | Augsburg                                                                     | In Augsburg findet vom 20. bis 24. August die sogenannte Märtyrersynode statt. |         |
| 1528 | Rattenberg (Tirol)                                                           | Die Täuferapostel Leonhard Schiemer und Hans Schlaffer werden in Rattenberg / Tirol enthauptet. |         |
| 1528 | Straßburg                                                                    | Pilgram Marbeck flüchtet aus Tirol und gelangt nach Steintal bei Straßburg. Er wird dort zum Führer eines Täuferkreises und setzt sich mit Martin Bucer auseinander. |         |
| 1528 | Wien                                                                         | Balthasar Hubmaier wird in Wien verbrannt. |         |
| 1529 | Nikolsburg Austerlitz (Mähren)                                               | Nach einem Disput über die Legitimität staatlicher Gewalt unter den Nikolsburger Täufern übersiedelt die Gruppe der Stäbler nach Austerlitz und begründet dort die anfangs kommunitär verfasste Gemeinde der Austerlitzer Brüder. |         |
| 1529 | Flensburg Pilsum                                                             | Melchior Hofmann, noch lutherischer Prediger, muss sich wegen seiner Abendmahlslehre im Katharinenkloster vor lutherischen Prädikanten in Flensburg verantworten. Karlstadt hilft ihm bei der Vorbereitung, darf aber an der Disputation nicht teilnehmen und geht nach Pilsum (Ostfriesland). |         |
| 1529 | Straßburg                                                                    | Melchior Hofmann gelangt nach Straßburg und schließt sich der Täuferbewegung an. |         |
| 1529 | Südtirol                                                                     | Jörg Blaurock, Mitbegründer der Zürcher Täufergemeinde, wird in Südtirol hingerichtet. |         |
| 1529 | Teufen AR (Appenzell)                                                        | In Teufen (Appenzell) findet eine Disputation zwischen Täufern und zwinglischen Prädikanten über die Taufe statt. |         |
| 1529 | Speyer                                                                       | Auf dem Reichstage zu Speyer wird von den evangelischen und „altgläubigen“ Reichsständen das so genannte Wiedertäufermandat erlassen, das den Täufern die Todesstrafe androht. |         |
| 1530 | Basel Stuttgart Emden / Ostfriesland / Niederlande Auspitz (Mähren) Augsburg | In Basel wird das erste Todesurteil an einem Täufer vollstreckt. In Stuttgart kommt es ebenfalls zur Hinrichtung eines Täufers. Melchior Hofmann folgt Karlstadt nach Ostfriesland. In Emden entsteht durch seine Wirksamkeit eine Täufergemeinde. Melchior Hoffman wird ausgewiesen und durchzieht als täuferischer Sendbote die Niederlande. In Auspitz (Mähren) entstanden täuferische Gemeinden, die die Gütergemeinschaft der Jerusalemer Urgemeinde nachahmten; später wurden sie Hutterer genannt. Auf dem Reichstage zu Augsburg legen die evangelischen Reichsstände das (in lutherischen und auch etlichen unierten Kirchen bis heute geltende) Confessio Augustana vor, das in Artikel 9 „die Wiedertäufer verw[irft], die lehren, daß die Kindertauf nicht recht sei“ (BSLK 63,7-9). Auch an anderen Stellen werden die Täufer verdammt (Art. 5, 16, 17). Die von Philipp Melanchthon verfasste Apologie der Confessio Augustana bekräftigt in ihrem Art. 9 erneut die Verwerfung der sogenannten „Wiedertäufer“ (BSLK 246,50-247,42). |         |
| 1531 | Straßburg Südtirol Niederlande                                               | Pilgram Marbeck wird nach zwei Disputationen aus Straßburg ausgewiesen. Jan Folkertsz Trypmaker, Nachfolger Hofmanns in der Leitung der ostfriesisch-niederländischen Täuferbewegung, wird zusammen mit anderen Täufern hingerichtet. Melchior Hofmann verordnet daraufhin, für zwei Jahre die Taufe einzustellen. |         |
| 1532 | Zofingen Straßburg                                                           | In Zofingen (Schweiz) führen zwinglische Prädikanten aus Bern mit Führern der dortigen Täufergemeinde eine Disputation über die Taufe. Pilgram Marbeck verlässt Straßburg und hält sich in den folgenden Jahren an verschiedenen Orten in Südtirol, in der Schweiz und wohl auch in Mähren auf. Er verdient seinen Lebensunterhalt als Wasserbauingenieur, sammelt und stärkt die durch Verfolgung geschwächten Täufergemeinden dieser Regionen. |         |
| 1533 | Auspitz Straßburg                                                            | Jakob Hutter übernimmt die Leitung der Auspitzer Täufergemeinde; er hat sie bis 1536 inne. Melchior Hofmann wird nach seiner Rückkehr nach Straßburg dort inhaftiert und bleibt zehn Jahre bis zu seinem Tod im Gefängnis. |         |
| 1534 | Haarlem / Niederlande Münster Leeuwarden / Friesland                         | Jan Matthys aus Haarlem usurpiert die Führung der niederländischen Taufer (nach Melchior Hofmann „Melchioriten“ genannt). Er hebt das von Hofmann erlassene Taufverbot auf. Durch Mattys werden Sendboten nach Münster geschickt, um dort das „Zeichen der Taufe aufzurichten“. Ihre Missionsarbeit ist erfolgreich; die Täufer gewinnen die Ratswahl in Münster. Jan Mattys geht daraufhin ebenfalls nach Münster; es kommt zum Bildersturm und zur Ausweisung aller, die sich nicht der Täufergemeinde angeschlossen haben. Unter ihnen ist auch der Bischof von Münster, der kurz darauf mit Hilfe der umliegenden Städte die Belagerung Münsters organisiert. Jan Mattys stirbt noch in demselben Jahr; an seine Stelle tritt Jan van Leiden, der zum König ausgerufen wird. Obbe Philips, der Mitbegründer der späteren Mennonitengemeinden wird in Leeuwarden (Friesland) getauft. |         |
| 1535 | Bolsward / Niederlande Amsterdam Münster                                     | Täufer stürmen das Oldekloster bei Bolsward. In Amsterdam kommt es zu einem täuferischen Aufstand. Die Stadt Münster wird von den Belagerungstruppen zurückerobert. |         |
| 1536 | Münster Innsbruck Witmarsum / Friesland Preußen Bocholt                      | Jan van Leiden und andere Täufer werden in Münster hingerichtet. Jakob Hutter wird in Innsbruck verbrannt. Der aus Witmarsum Friesland stammende Priester Menno Simons tritt aus der Römisch-katholischen Kirche aus. Der ehemalige Täufer Christian Entfelder wird Geheimer Rat am Hof des Albrecht von Hohenzollern und ebnet die Wege für die Ansiedlung von niederländischen Täufergemeinden in Preußen. Im westfälischen Bocholt findet unter der Leitung von David Joris eine Synode der melchioritischen Täufer statt. |         |
| 1537 | Niederlande                                                                  | Der Täufer Jan van Batenburg wird hingerichtet. |         |
| 1538 | Bern Falkenstein                                                             | In Bern findet eine Disputation zwischen zwinglischen Prädikanten und Täufern statt. In den Verliesen der Burg Falkenstein (Weinviertel/Österreich) werden kurzfristig zahlreiche, aus Mähren vertriebene Wiedertäufer inhaftiert. Die Frauen und Kinder wurden bald wieder freigelassen, während die Männer nach Triest gebracht wurden, wo sie auf die Galeeren kamen. |         |
| 1539 | Hessen Friesland                                                             | Der Täufer Peter Rideman schreibt in einem hessischen Gefängnis seine Glaubensanschauungen nieder, die „Rechenschaft unserer Religion, Lehre und Glaubens“. Menno Simons veröffentlicht sein „Fundamentbuch“. |         |
| ...  |                                                                              | |         |
| 1569 | Gelderland                                                                   | Dirk Willems wird auf dem Scheiterhaufen verbrannt. |         |